# Ху Сыхуэй
Ху Сыхуэй (кит. упр. 忽思慧, пиньинь Hū Sihui, 和斯輝, 忽斯慧) — монгольский медик и диетолог при династии Юань в Китае. Известен благодаря своему сочинению «Иньшань-чжэнъяо» («Важнейшие принципы пищи и напитков»), ставшую классическим произведением китайской медицины и кухни. В нём он впервые в науке ясно заявил о том, что ряд болезней прямо связан с недостаточностью полезных веществ при питании, и лечится правильным питанием.

## Биография
Почти всё достоверное, что нам известно о Ху Сыхуэе, почерпнуто из его введения к его книге. Монгол, чиновник палаты Сюаньхуэй-юань, Ху Сыхуэй появился при дворе около 1315 года в качестве врача вдовствующей императрицы-матери, затем стал также отвечать за здоровье императрицы-супруги, а затем получил ранг главного императорского лекаря и был назначен отвечать за питание и напитки императора и его многочисленной семьи в годы Еньюй (1314—1320) правления Буянту хана.
По преданию, Буянту-хан (Аюрбарибада, император Жэнь-цзун), проведя несколько лет в походах, заболел от напряжения и страдал от острых болей в почках. Овощной отвар, прописанный Ху Сыхуэем, за три месяца вылечил монарха, а вскоре забеременела одна из супруг хана. Ху Сыхуэй был щедро вознаграждён императором.
В 1330 году он представил ко двору книгу «Иньшань-чжэнъяо» (饮膳正要), суммирующую опыт медика, отвечающего за здоровье и работоспособность государя, то есть, по его убеждению, опосредованно за благосостояние государства.

## Важнейшие принципы
В «Иньшань-чжэнъяо» («Важнейшие принципы пищи и напитков») Ху Сыхуэй выступает за умеренность, дисциплину и разнообразие в еде, гигиену и распорядок дня, важность специальных диет и воздержания от спиртного для беременных; подробно описывает, как болезни связаны с дефицитом полезных веществ (исходя из того, что значительная часть болезней причиняется неправильным питанием и лечится правильным питанием), даёт диетические противопоказания для больных и детей, пишет о несовместимых продуктах. Он уделяет внимание также правильному хранению пищевых продуктов, правильной посуде и т. д.
Рецепты и ингредиенты книги описаны в соответствии с их терапевтическим действием (94 блюда, 35 супов, 29 рецептов от старения и другие, с иллюстрациями). Блюда рекомендуется варьировать ежедневно, подчиняя их состоянию и сезонности.
Книга отразила как северокитайские, так и значительные монгольские, тюркские и персидско-мусульманские кулинарные влияния, которые утвердились при дворе империи ещё во времена Хубилая. В результате она представляет собой один из важнейших документов о кухне евразийского средневековья.
Список ингредиентов состоит из 230 статей с комментарием об их питательности и воздействии и включает злаки, мясо, рыбу, моллюсков, фрукты, овощи. Например, о собачьем мясе говорится, что оно солоно, не слишком придаёт силы, нетоксично и успокаивает органы цзан; что виноград придаёт силы и укрепляет характер; что избыточное употребление апельсинов вредит печени.
Именно в труде Ху Сыхуэя впервые описана пекинская утка.
Труд Ху Сыхуэя широко использовался не только при дворе поздней Юань, но и при династии Мин, которая, заняв в 1368 году Пекин, стала комбинировать родную для себя кухню Южного Китая с «монголизированной» (космополитичной) кухней юаньского двора. Чжу Циюй, император Дайцзун (правил в 1449—1457), собственноручно написал предисловие к очередному изданию книги Ху Сыхуэя.

### На китайском языке
- 飮膳正要 Автор: 忽思慧 Издательство: 发行北京市新华书店, 1985.
- 千金食治 Автор: 忽思慧 Издательство: 新华书店北京发行所发行, 1985. Всего страниц: 176
- 饮膳正要 Авторы: Husihui, 忽思慧, Bin Huang, 黄斌 Соавтор 黄斌 Издательство: 中国书店, 1993.
- 飮膳正要 Автор: 忽思慧 / 忽思慧又名:和斯辉,元代蒙古族营养学家、医学家 / Издательство: 新華書店上海發行所發行, 1990. ISBN 7532508307, 9787532508303 Всего страниц: 324

### На английском языке
- Buell, Paul, Eugene Newton Anderson, Hu-ssu-hui. A soup for the Qan. Chinese Dietary Medicine. Kegan Paul International, 2000. 715 pages.(Иньшань-чжэнъяо: репринт китайского издания, транскрипция, перевод на английский) ISBN 9780710305831

### На японском языке
- 薬膳の原典飲膳正要 Авторы: 忽思慧 Перевод: 越智猛夫 Издательство: 八坂書房, 1993. ISBN 4896946235, 9784896946239 Всего страниц: 328